# Rhydderch ab Iestyn
Rhydderch ab Iestyn (overleden 1033) was koning van Morgannwg en Deheubarth. Zijn afkomst is onbekend.
In 1023 wist hij de macht in Deheubarth te grijpen. Hij overleed in 1033, vermoedelijk door Vikingraiders uit Ierland. Als koning van Deheubarth werd hij opgevolgd door Hywel en Maredudd, zonen van Edwin ab Einion. Zijn eigen zonen Gruffudd en Rhys, die vermoedelijk het koningschap van Morgannwg hadden gekregen, betwistten dit in de Slag bij Irathwy in 1034, maar werden verslagen.